# Burg Sendai
Die Burg Sendai (japanisch 仙台城, Sendai-jō), auch Burg Aoba (青葉城, Aoba-jō), befindet sich in der Stadt Sendai, Präfektur Miyagi. In der Edo-Zeit residierten dort die Date, die mit einem Einkommen von 580.000 Koku zu den großen Tozama-Daimyō gehörten.

## Geschichte
Im Jahr 1600, gleich nach der Schlacht von Sekigahara, erhielt Date Masamune von Tokugawa Ieyasu die Erlaubnis, in Sendai eine Burg zu bauen. Der Bau auf dem Höhenrücken des Aobayama (青葉山) begann im folgenden Jahr und war 1602 im Großen und Ganzen fertiggestellt, so dass Masamune einziehen konnte. Der Ausbau ging in den folgenden Jahren weiter, so dass 1610 die Vergrößerung des inneren Bereiches, des Hommaru, abgeschlossen werden konnte.
Es war jedoch unbequem, den zentralen Teil auf der Anhöhe zu erreichen. Daher beschloss Masamunes Sohn Tadamune (忠宗), unterhalb des Berges einen zweiten Burgbereich, das Ni-no-maru zu bauen und ab der Fertigstellung 1639 als Residenz zu nutzen.

## Die Anlage

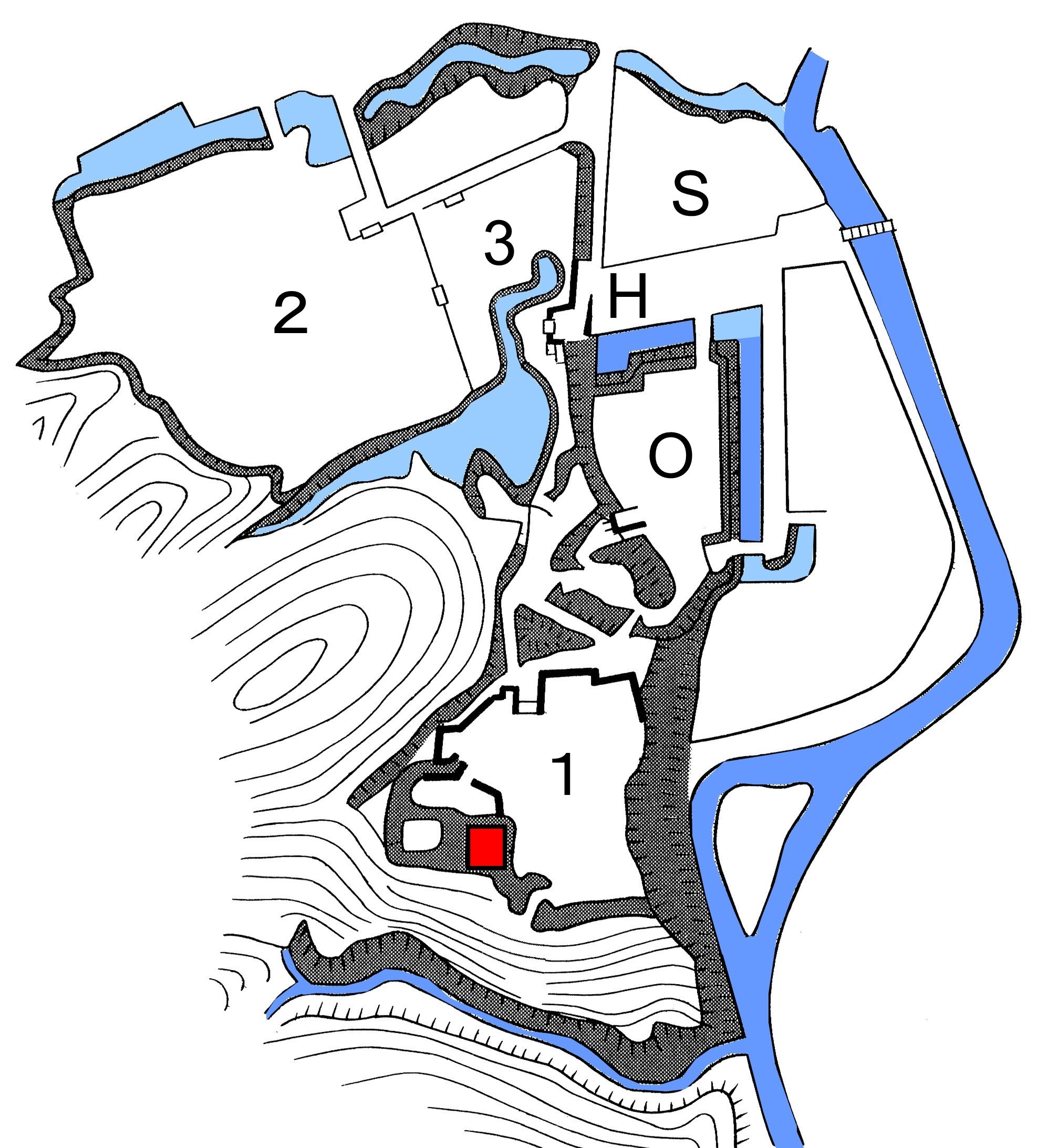
Plan der Burg (s.Text) Dunkelblau: Gewässer heute

Der Burgberg wird im Norden und Osten vom Hirose-gawa (広瀬川) umflossen, im Süden schützt ein steiler Abhang. Das Hommaru (本丸) liegt auf etwa 115 m Höhe, nördlich davon das Ni-no-maru (二の丸; 2) und San-no-maru (三の丸; 3), davor östlich der Bereich der höheren Samurai (S). Über den Fluss führt eine Brücke, von der es hinauf geht zum im Norden gelegenen Haupttor, dem Ōte-mon (大手門, H). Oberhalb dieses Eingangsbereiches befand sich der Burgbereich Higashi-no-maru (東の丸). – Die Burg besaß nur die Basis für einen Burgturm (天守閣, Tenshukaku; Rot), dafür wurde das Hommaru durch vier dreistöckige Wachtürme (三重櫓, Sanjū-yagura) geschützt. Sowohl im Hommaru als auch im Ni-no-maru gab es eine Residenz. Die Residenz im Hommaru war prächtig im Stil der Momoyama-Zeit erbaut und soll vergleichbar mit dem Tokyotomi Hideyoshis Palast Jurakudai in Kyōto gewesen sein.
Bereits 1648 zerstörte ein Erdbeben Teile der Burg, nicht alle Wachtürme wurden wieder aufgebaut. In dieser Form existierte die Burg dann bis zur Aufgabe in Folge der Meiji-Restauration 1868 als Sitz der Date. Nach 1868 blieben kaum Gebäude erhalten, der Rest ging bei einem Brand 1882 verloren. Einem Luftangriff  1945 fiel dann auch das letzte originale Bauwerk, das mächtige Haupttor, zum Opfer. Der Wachturm seitlich davon wurde 1967 wieder hergestellt.

## Bilder

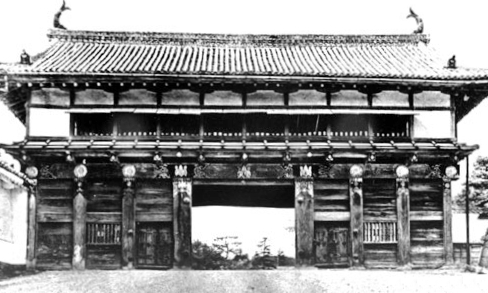
Das alte Ōte-mon
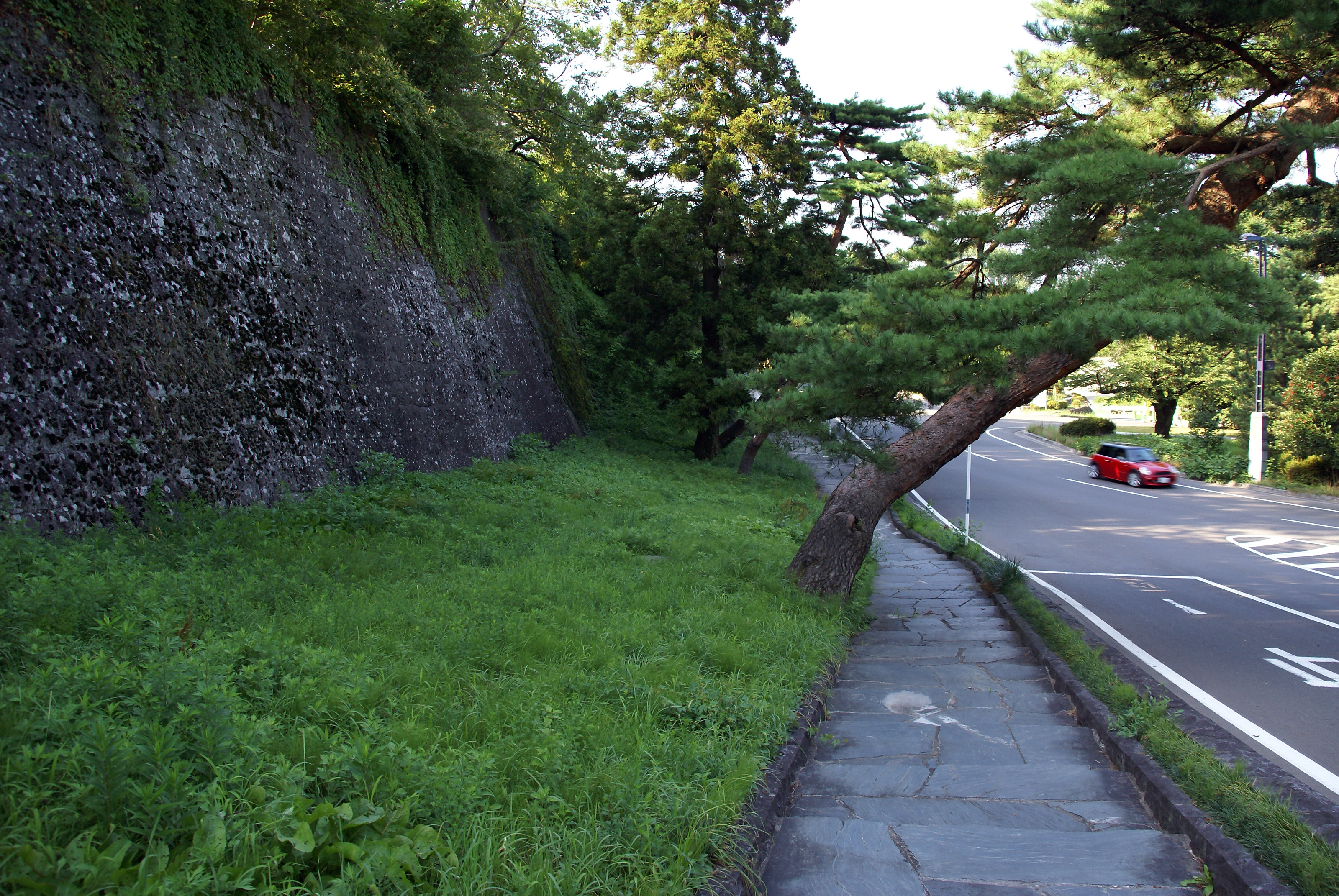
Wallanlage
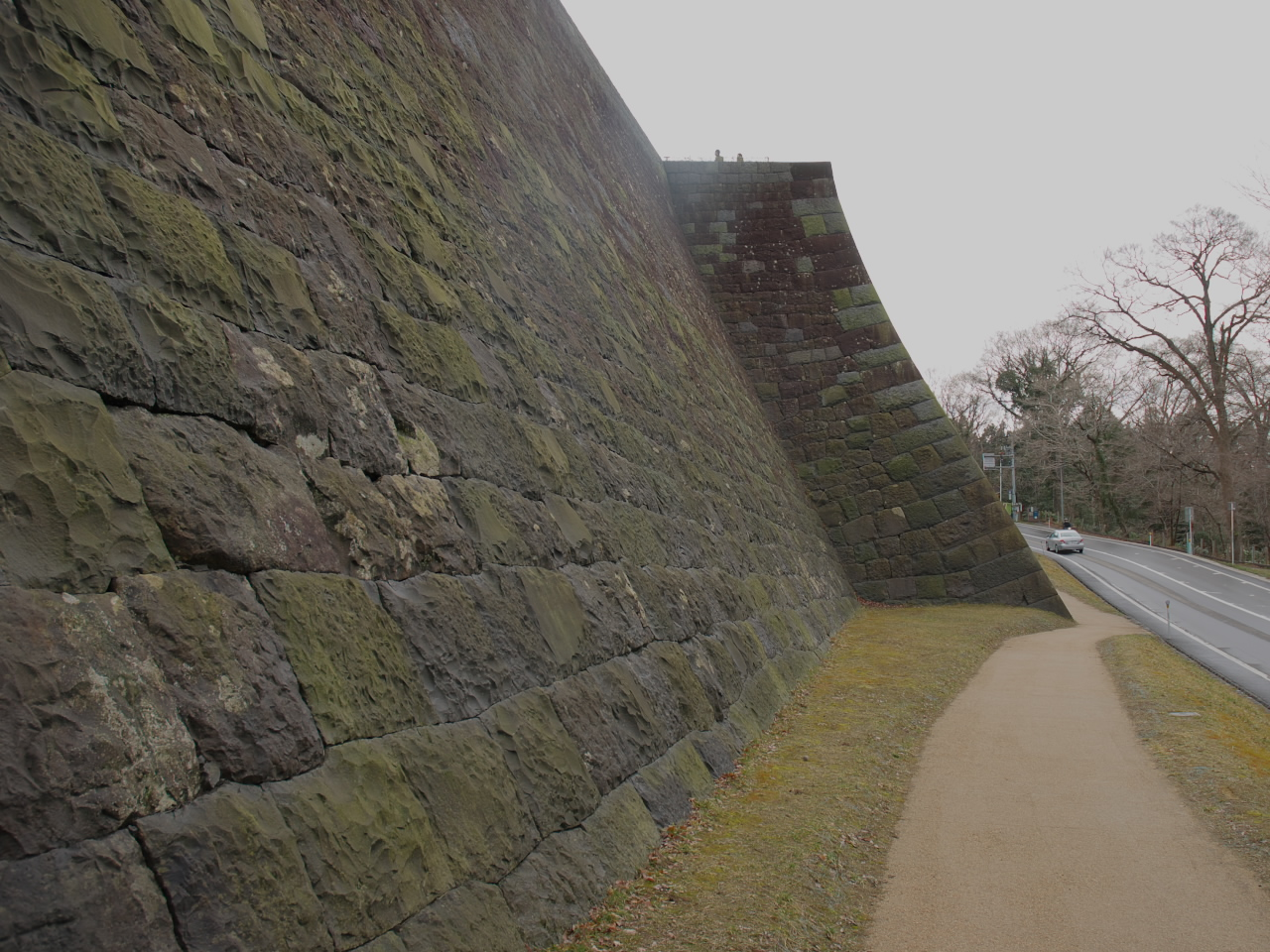
Wallanlage
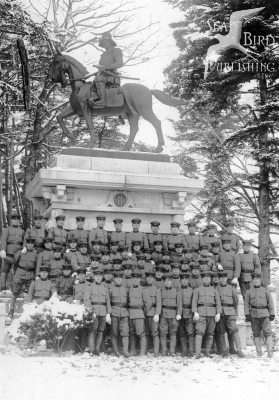
Soldaten vor dem Masamune-Denkmal, 1940
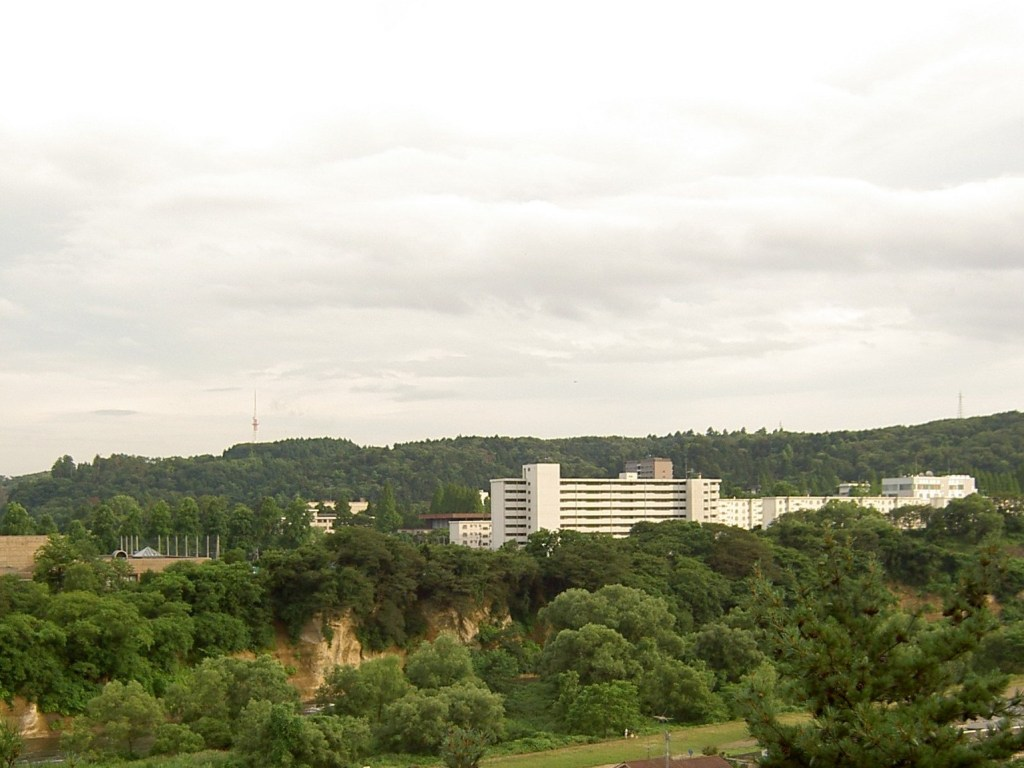
Blick auf den Aobayama
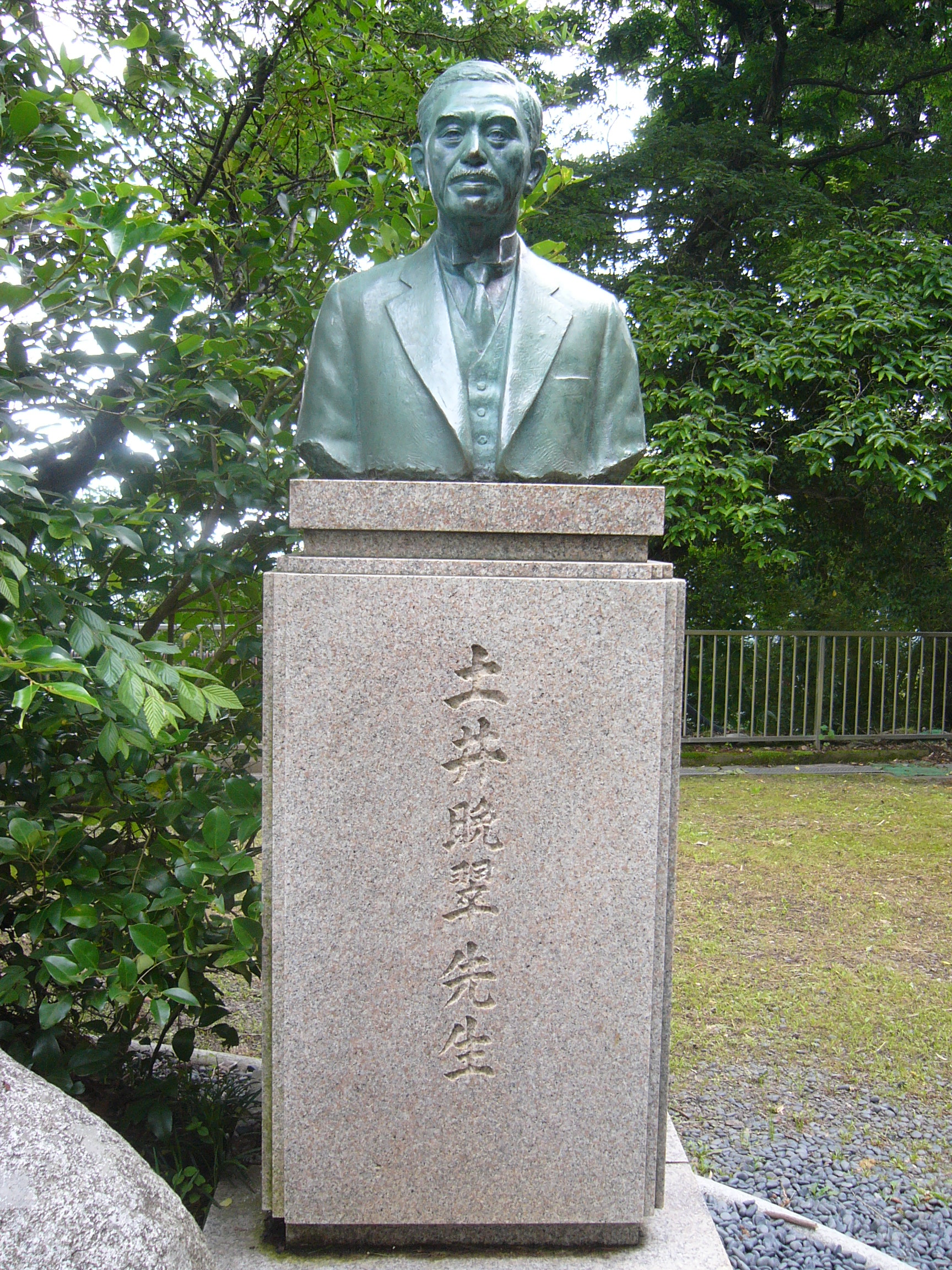
Doi Bansui auf dem Burggelände[A 1]